# Geranomyia fluxa
Geranomyia fluxa är en tvåvingeart som först beskrevs av Alexander 1941.  Geranomyia fluxa ingår i släktet Geranomyia och familjen småharkrankar. Inga underarter finns listade i Catalogue of Life.